# Edeko
Tên Edeko (với nhiều cách viết khác nhau: Edicon, Ediko, Edica, Ethico) được coi là ba nhân vật lịch sử cùng thời, mà nhiều học giả đã xác định là một:
- Nhân vật người Hung nổi tiếng vừa là phó tướng của Attila vừa là sứ giả thay mặt ông đi sứ sang Đế quốc Đông La Mã (năm 449).[1][2]
- Thủ lĩnh tộc người Sciri, bị quân Ostrogoth đánh bại trong trận Bolia trên sông Bolia ở Pannonia vào khoảng cuối thập niên 460.[3]
- Idikon hay Edico,[1] cha của Odoacer, kẻ nắm giữ chức magister militum trong Quân đội La Mã và là vị Vua đầu tiên của Ý (476–493).[1]

## Từ nguyên
Otto Maenchen-Helfen từng coi cái tên tiếng Hung Έδέκων (Edekon) bắt nguồn từ tiếng German hoặc bị German hóa, nhưng không đề cập đến bất kỳ nguồn gốc nào cả.
Omeljan Pritsak bắt nguồn từ gốc từ ngữ của tiếng Thổ cổ đại *edär- (truy đuổi, bám theo), và hậu tố danh từ biến thể κων (kun < r-k < r-g < *gun). Dạng thức được tái tạo là *edäkün (< *edär-kün; "hầu cận, tùy tùng").